# Julian Velard
Julian Adam Velard (New York, 6 oktober 1979) is een Amerikaans singer-songwriter die in Nederland voornamelijk bekendheid kreeg dankzij radiozender 3FM.

## Bekendheid in Nederland
In de loop van 2011 ontdekte Gerard Ekdom de kwaliteiten van Julian Velard. Met name de single "Joni" werd veel gedraaid op 3FM. Dit nummer stond aanvankelijk op zijn album The Movies Without You, maar werd in de nieuwe mix ook op het album The Planeteer gezet, omdat dit album in Nederland te verkrijgen zou zijn. Ook is deze single later toegevoegd (alleen in Nederland) op het album Mr. Saturday Night. In november 2012 kwam Julian Velard naar Nederland om zijn nieuwe album Person of Interest te promoten. Op maandag 12 november 2012 was hij te gast in Effe Ekdom en speelde daar zijn nieuwe single "A River Away" en de single waar het allemaal mee begon, "Joni". Tijdens deze tour trad Velard meerdere malen op in verschillende poppodia.

## Albums
| Jaartal | Album                               |
| ------- | ----------------------------------- |
| 2003    | Make Me Feel 3.27.03                |
| 2003    | Nitetime                            |
| 2006    | The Movies Without You              |
| 2009    | From The Vault, Vol 1.              |
| 2009    | Another Guy's Song                  |
| 2009    | The Planeteer                       |
| 2011    | Mr. Saturday Night                  |
| 2012    | The Mighty Lin                      |
| 2012    | Person Of Interest                  |
| 2014    | If you don't like it, you can leave |
| 2017    | Fancy words for failure             |

## Trivia
- DJ Frank van der Lende verklaarde tijdens de Top Serious Request 2014 dat Julian Velard zo goed bevriend was geraakt met DJ Gerard Ekdom dat de zanger tijdens optredens in Nederland bij de DJ blijft logeren.
- Bibliothèque nationale de France: cb159938424 (data)
- International Standard Name Identifier: 0000 0000 5894 6828
- MusicBrainz: cfd2805a-4b64-406f-9512-5a4fcb223b1b
- Virtual International Authority File: 85947479